# كارلوتا إيكيدا
كارلوتا إيكيدا (باليابانية: カルロッタ池田؛ بالكانا: カルロッタ いけだ) هي مصممة رقص يابانية وفرنسية، ولدت في 19 فبراير 1941 في طوكيو في اليابان، وتوفيت في 24 سبتمبر 2014 في بوردو في فرنسا بسبب سرطان الكبد.

## وصلات خارجية
- الموقع الرسمي